# Centropus leucogaster
Cucal-de-garganta-preta (Centropus leucogaster) é uma espécie de cucos da família Cuculidae.
Pode ser encontrada nos seguintes países: Camarões, República Democrática do Congo, Costa do Marfim, Gabão, Gana, Guiné, Guiné-Bissau, Libéria, Mali, Níger, Nigéria, Senegal, Serra Leoa e Togo.